# Bombardier Innovia APM 100
Innovia APM 100 (раніше відомий як CX-100) — піплмувер з серії Innovia APM, розроблений компанією Westinghouse (пізніше Adtranz, Bombardier Transportation і тепер Alstom), призначений головним чином для сполучення з аеропортами та міським легкорейковим транспортом. 
Вони керуються системою автоматичного керування поїздом (ATC), що робить його повністю автоматичним і працює без водія.
Innovia APM 100 — еволюція попереднього транспортного засобу Westinghouse C-100. 
Передбачуваним наступником Innovia APM 100 від Bombardier є Innovia APM 200 (спочатку відомий просто як Innovia), який дебютував на DFW Skylink міжнародного аеропорту Даллас/Форт-Верт. 
Однак Bombardier продовжує пропонувати Innovia APM 100 і залишатиметься в експлуатації в багатьох аеропортах у наступні роки. 
Окрім того, що Innovia APM 100 використовується в багатьох аеропортах, на приклад у Miami Metromover, який курсує по всьому центру Маямі, Флорида, Сполучені Штати.

## Історія

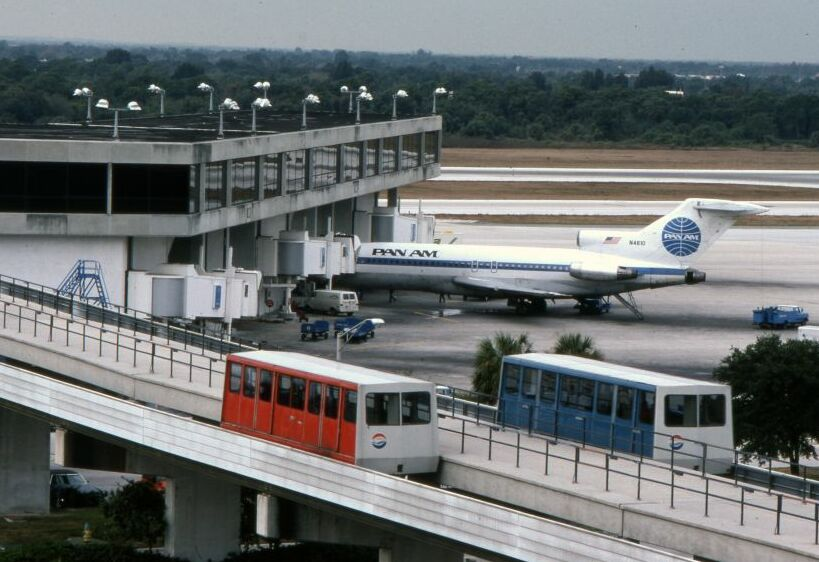
Вагони C-100 першого покоління у міжнародному аеропорту Тампа в 1982 році

Піплмувер Innovia 100 APM є сучасною версією піплмувера Westinghouse C-100, вперше створеного компанією Westinghouse Electric Corporation. 
Westinghouse розробив технологію на початку 1960-х років. 
У 1965 році вони побудували Transit Expressway Revenue Line у Піттсбурзі, штат Пенсільванія, як прототип для демонстрації своєї технології переміщення людей.
Westinghouse рекламувала мережу піплмувера як мережу міського транспорту та сподівалася побудувати повністю функціонуючу систему в Піттсбурзі. 
Проте політичні лідери дотримувалися протилежних поглядів на перспективи мережі громадського транспорту і плани впровадження цієї мережі були відхилені.
Попри це, компанія Westinghouse досягла успіху зі своєю мережею піплмувер в аеропортах. 
У 1966 році вони уклали контракт на будівництво мережі піплмувер для нового терміналу міжнародного аеропорту Тампа. 
Це був перший випадок, коли піплмувер використовувався для перевезення пасажирів у терміналі аеропорту. 
Мережа аеропорту Тампа мала вісім вагонів першого покоління Westinghouse C-100, коли вона була відкрита в 1971 році.
Через два роки Westinghouse відкрила свою другу мережу піплмувер, SEA Underground, у міжнародному аеропорту Сіетл-Такома.

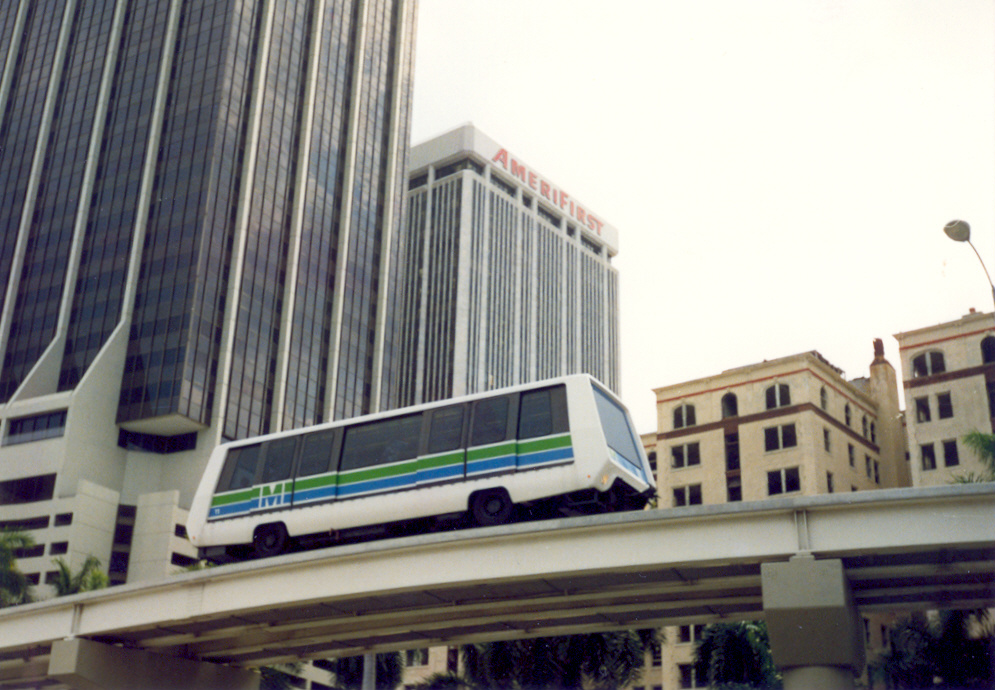
Westinghouse C-100 другого покоління Metromover у Маямі в оригінальній лівреї

У 1980 році в Міжнародному аеропорту Маямі та Міжнародному аеропорту Атланта були відкриті мережі піплмувер Westinghouse. 
Мережа в Атланті (сьогодні відома як The Plane Train) є однією з найвживанішою мережею піплмувер у світі. 
Ці мережі використовували вагони другого покоління C-100, які з того часу є основною конструкцією вагона. 
C-100 буде впроваджено в інших аеропортах в 1980-х роках.
У 1986 році Westinghouse C-100 дебютував на своїй першій міській мережі піплмувер Метромувер у Маямі, штат Флорида.
У 1988 році Westinghouse продала свій транспортний підрозділ західнонімецькій компанії AEG, яка в 1996 році об’єдналася в спільне підприємство ABB і Daimler Benz під назвою Adtranz. 
Adtranz продовжила виробництво C-100, який продавався як Adtranz C-100, а потім і як Adtranz CX-100.
Компанія Adtranz була придбана компанією Bombardier Transportation у 2001 році, яка потім перейменувала вагон у Bombardier CX-100. 
Відтоді компанія Bombardier змінила бренд CX-100 на його нинішню назву Innovia APM 100, щоб об’єднати всі свої моделі піплмувер під тим самим брендом.
У той час як більшість попередніх C-100 було знято з експлуатації та замінено на Innovia APM 100, аеропорт Лондон-Станстед досі використовує 5 вагонів C-100 у своїй Stansted Airport Transit System. 
4 вагони C-100 також зберігаються в музеях: 2 вагони з Miami Metromover зберігаються в Залізничному музеї Голд-Кост, а 2 — з мережі міжнародного аеропорту Атланта зберігаються в Південно-Східному залізничному музеї.

## Використання в аеропортах

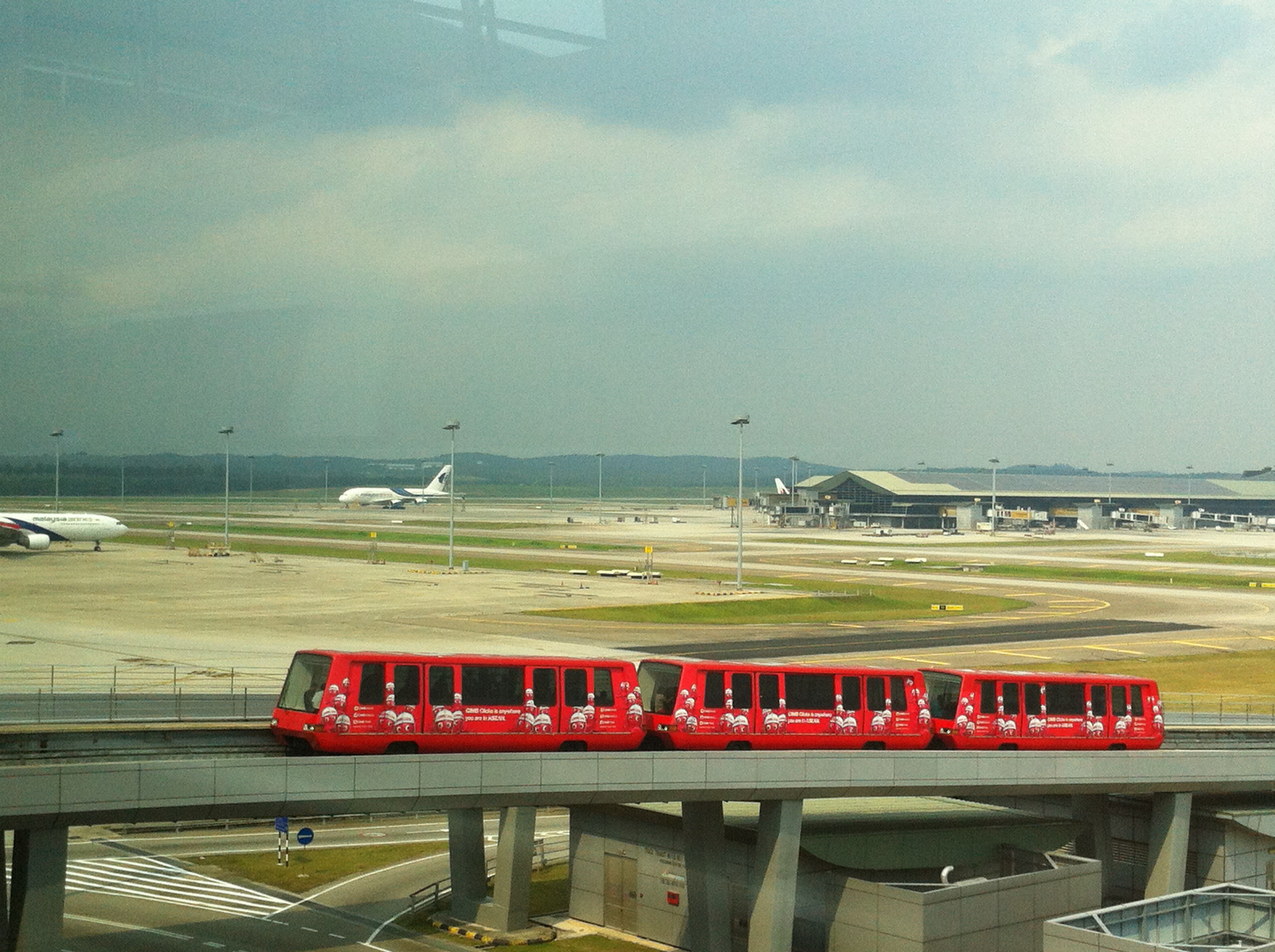
Innovia APM 100 на лінії Aerotrain (KLIA) у міжнародному аеропорту.

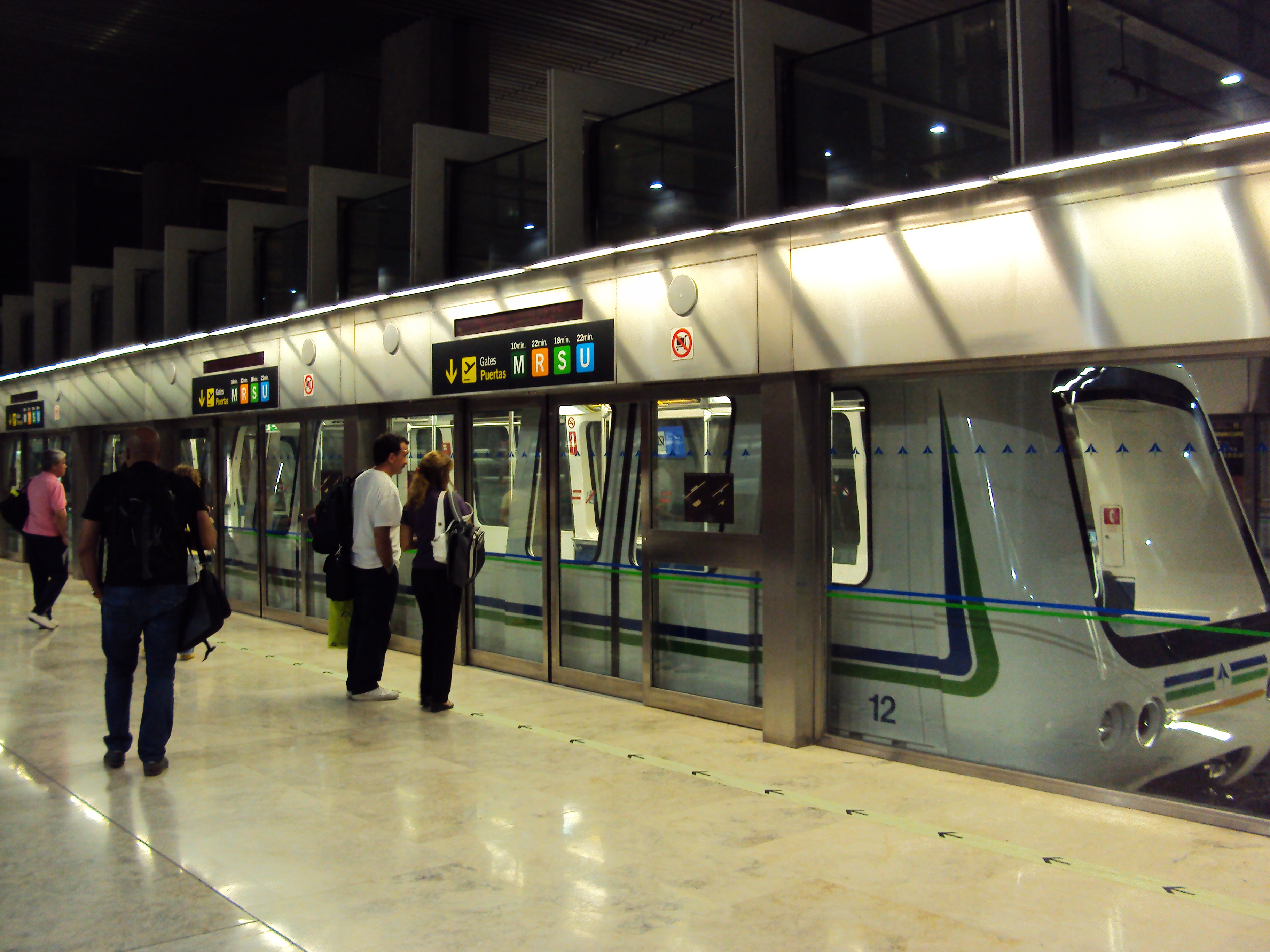
піплмувер в аеропорту

Популярний рухомий склад для внутрішньотермінального сполучення у великих аеропортах, він працює в ряді аеропортів:
| Аеропорт           | Мережа                            | Відкриття      | Примітки |
| ------------------ | --------------------------------- | -------------- | --- |
| Мадрид             |                                   | 2006           | |
| Пекін              | піплмувер термінала 3             | 2008           | |
| Сінгапур           | Changi Airport Skytrain           | 1990           | Оригінальні C-100 2-го покоління були замінені на Mitsubishi Crystal Movers у 2006 році.                               |
| Денвер             | піплмувер аеропорту Денвер        | 1995           | 14 оригінальних C-100 другого покоління продовжують працювати з CX-100.                                                |
| Франкфурт          | SkyLine                           | 1994           | |
| Г'юстон-Джордж Буш | Skyway                            | 1999           | |
| Лас-Вегас          | піплмувер аеропорту Лас-Вегас     | 1985/1998/2012 | Оригінальні C-100 замінені на Innovia APM 100 у 2009 році.                                                             |
| Атланта            | The Plane Train                   | 1980           | Оригінальні C-100 2-го покоління були замінені на CX-100 у 2001 році. Однак лише деякі з них залишаються в роботі      |
| Куала-Лумпур       | Aerotrain (Куала-Лумпур)          | 1998           | |
| Рим-Ф'юмічіно      | SkyBridge                         | 1999           | |
| Лондон-Гатвік      | Монорейка аеропорту Лондон-Гатвік | 1987           | Оригінальні C-100 2-го покоління замінені на Innovia APM 100 у 2009 році.                                              |
| Лондон-Станстед    | Track Transit System              | 1991           | Працює з комбінацією 5 C-100 2-го покоління та 4 Innovia APM 100                                                       |
| Маямі              | MIA e Train                       | 1980           | Система виведена з експлуатації у 2016 році. Замінена системою MiniMetro Leitner-Poma у 2016 році.                     |
| Орландо            | піплмувер аеропорту Орландо       | 1981           | Лише зони 2 і 4. Оригінальний C-100 Westinghouse 2-ї генерації були замінені на Mitsubishi Crystal Movers у 2017 році. |
| Піттсбург          | піплмувер аеропорту Піттсбург     | 1992           | |
| Сакраменто         | піплмувер аеропорту Сакраменто    | 2011           | |
| Сан-Франциско      | AirTrain (SFO)                    | 2003           | |
| Сіетл-Такома       | SEA Underground                   | 1973           | Оригінальні C-100 1-го покоління замінені на Innovia APM 100 у 2003 році.                                              |
| Тампа              | піплмувер аеропорту Тампа         | 1971           | Оригінальні C-100 1-го покоління замінені на Innovia APM 100 в 1995 році.                                              |

## Міські лінії

### Маямі Метромувер
Bombardier Innovia APM 100 використовується метромувером у Маямі, штат Флорида, США. 
Це було перше застосування технології піплмувера Westinghouse за межами аеропорту.
Оригінальні системи Westinghouse C-100 були замінені поточними Innovia APM 100 у 2008 році. 
Метромувер залишається однією з небагатьох залізничних систем у світі, яка використовує Innovia APM 100 для операцій поза аеропортом.

### Букіт-Панджанг ЛРТ
Bombardier Innovia APM 100 C801 були впроваджені на лінію Букіт-Панджанг ЛРТ в 1999 році. 

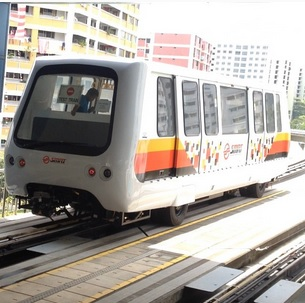
Потяг Bombardier Innovia APM 100 на лінії Букіт-Панджанг ЛРТ

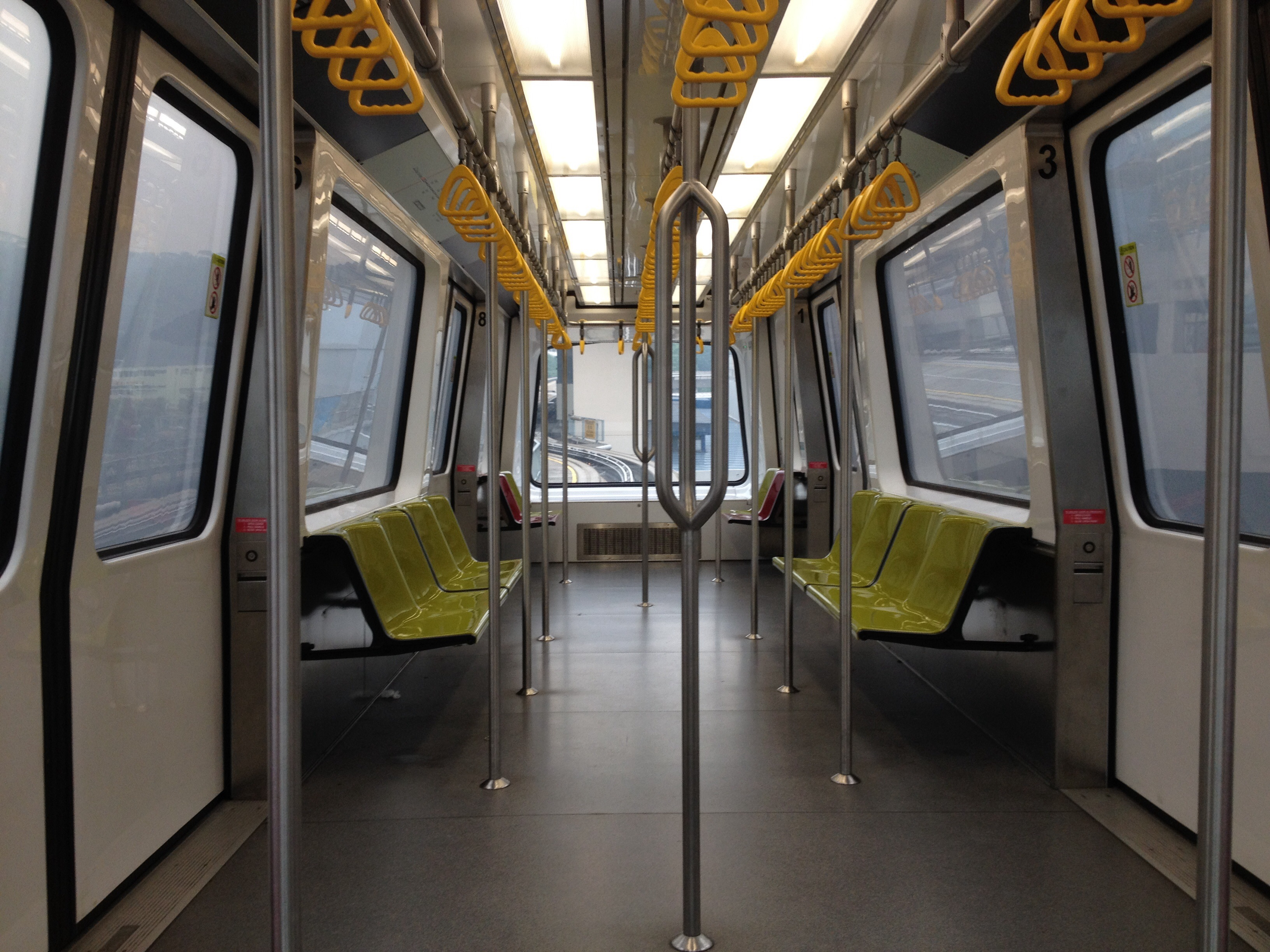
Інтер'єр нового вагона Innovia APM 100 на лінії Букіт-Панджанг ЛРТ

Ці вагони подібні до C-100, які раніше використовувалися в системі Skytrain аеропорту Сінгапуру Чангі на початку 1990-х років, спільно Westinghouse та Adtranz (придбаного Bombardier). 
Більшість нових функцій, доступних у нових вагонах MRT, також можна знайти тут.
Замість металевих коліс використовуються колеса з гумовими шинами на бетонній доріжці, завдяки чому вагони курсують дуже тихо. 
Вікна мають розумне скло та запрограмовані на автоматичне запотівання в межах 6 м від (переважно) житлових будинків HDB, що забезпечує конфіденційність мешканців. 
Придбано 19 окремих вагонів (які за потреби можуть бути зчеплені в години пік).
У перші роки лінія зазнавала численних технічних проблем, і на наступних лініях LRT у Сінгапурі замість Bombardier Innovia APM 100 використовувався Crystal Mover. 
SMRT також оголосила, що оновить систему LRT за повну вартість, оплачену компанією.
З кінця 2014 року було поступово введено ще 13 складів Bombardier Innovia APM 100 C801 на лінію, щоб зменшити 100% затори в години пік. 
Станом на 4 вересня 2015 року всі потяги C801A працюють на платній основі.

## Технічні характеристики
- автоматичне керування поїздами[en] (ATC) рівень 4 (UTO)
- Стаціонарна блок-сигналізація CITYFLO 550
- Cityflo 650 CBTC[en] рухомий блок управління поїздом на основі зв'язку
- Колія: 2642 мм центральна напрямна з гумовими шинами
- Максимальна швидкість: 55 км/годину (Варіант метро Гуанчжоу: 60 км/годину)
- Контроль тяги: тиристорний привід, що живить два двигуни постійного струму Bombardier 1460-P4, кожен з постійною потужністю 75 кВт (101 к.с.)
- Місткість: 105 місць (22 сидячих, 83 стоячих)
- Вага без навантаження: 15 тонн
- Розміри: 12,8 м завдовжки, 2,8 завширшки, 3,4 м заввишки